# 鿬
鿬，是一種人工合成的化學元素，其化學符號为Ts，原子序數为117，在當前所有已發現的元素中原子序第二高，僅次於118號元素鿫。鿬是一種放射性極強、極為不穩定的超重元素，不存在於自然界中，只能在實驗室內以粒子加速器人工合成，於2009年用鈣撞擊鉳而發現。其所有同位素的半衰期都極短，最長壽的已知同位素為294Ts，半衰期僅約51毫秒。
2009年，一個美俄聯合科學團隊在俄羅斯杜布納聯合原子核研究所首次宣佈發現鿬。2011年的另一項實驗直接生成了鿬的其中一種子同位素，這證實了2010年實驗的一部份結果；原先的實驗在2012年成功得到重現。2014年，德國亥姆霍茲重離子研究中心也宣佈成功重現該實驗。2015年，負責檢驗超重元素合成實驗的IUPAC/IUPAP聯合工作小組（JWP）確認117號元素已被發現，命名該元素的提議權由美俄聯合科學團隊取得。鿬的發現晚於118號元素鿫，是截至目前為止最新發現的化學元素。其名稱得自美國田納西州。
在元素週期表中，是位於p區的錒系後元素，為第7週期的倒數第二個元素，位於第17族、所有鹵素之下。由於相對論效應，鿬的性質很可能和鹵素有顯著地差異。科學家預計鿬會是一種揮發性金屬，既不形成陰離子，也不會產生高氧化態，但其熔點、沸點和第一電離能則預計遵從週期表的規律。

## 概论

### 超重元素的合成
超重元素的原子核是在两个不同大小的原子核的聚变中产生的。粗略地说，两个原子核的质量之差越大，两者就越有可能发生反应。由较重原子核组成的物质会作為靶子，被较轻原子核的粒子束轰击。两个原子核只能在距离足够近的时候，才能聚变成一个原子核。原子核都带正电荷，会因为静电排斥力而相互排斥，所以只有两个原子核的距离足够短时，强核力才能克服这个排斥力并发生聚变。粒子束因此被粒子加速器大大加速，以使这种排斥力与粒子束的速度相比变得微不足道。施加到粒子束上以加速它们的能量可以使它们的速度达到光速的十分之一。但是，如果施加太多能量，粒子束可能会分崩离析。
不过，只是靠得足够近不足以使两个原子核聚变：当两个原子核逼近彼此时，它们通常会融為一體约10−20秒，之後再分開（分開後的原子核不需要和先前相撞的原子核相同），而非形成单一的原子核。这是因为在尝试形成单个原子核的过程中，静电排斥力会撕开正在形成的原子核。每一对目标和粒子束的特征在于其截面，即两个原子核彼此接近时发生聚变的概率。这种聚变是量子效应的结果，其中原子核可通过量子穿隧效應克服静电排斥力。如果两个原子核可以在该阶段之后保持靠近，则多个核相互作用会导致能量的重新分配和平衡。
两个原子核聚变产生的原子核处于非常不稳定，被称为复合原子核的激发态。复合原子核为了达到更稳定的状态，可能会直接裂变，或是放出一些中子来带走激发能量。如果激发能量太小，无法放出中子，复合原子核就会放出γ射线来带走激发能量。这个过程会在原子核碰撞后的10−16秒发生，并创造出更稳定的原子核。原子核只有在10−14秒内不衰变，IUPAC/IUPAP联合工作小组才会认为它是化学元素。这个值大约是原子核得到它的外层电子，显示其化学性质所需的时间。

### 衰变和探测
粒子束穿过目标后，会到达下一个腔室——分离室。如果反应产生了新的原子核，它就会存在于这个粒子束中。在分离室中，新的原子核会从其它核素（原本的粒子束和其它反应产物）中分离，到达半导体探测器后停止。这时标记撞击探测器的确切位置、能量和到达时间。这个转移需要10−6秒的时间，因此原子核需要存在这么长的时间才能被检测到。若衰变發生，衰變的原子核被再次记录，并测量位置、衰变能量和衰变时间。
原子核的稳定性源自于强核力，但强核力的作用距离很短，随着原子核越来越大，强核力对最外层的核子（质子和中子）的影响减弱。同时，原子核会被质子之间，范围不受限制的静电排斥力撕裂。强核力提供的核结合能以线性增长，而静电排斥力则以原子序数的平方增长。后者增长更快，对重元素和超重元素而言变得越来越重要。超重元素理论预测及实际观测到的主要衰变方式，即α衰变和自发裂变都是这种排斥引起的。几乎所有会α衰变的核素都有超过210个核子，而主要通过自发裂变衰变的最轻核素有238个核子。有限位势垒在这两种衰变方式中抑制了原子核衰变，但原子核可以隧穿这个势垒，发生衰变。
放射性衰变中常产生α粒子是因为α粒子中的核子平均质量足够小，足以使α粒子有多余能量离开原子核。自发裂变则是由静电排斥力将原子核撕裂而致，会产生各种不同的产物。随着原子序数增加，自发裂变迅速变得重要：自发裂变的部分半衰期从92号元素铀到102号元素锘下降了23个数量级，从90号元素钍到100号元素镄下降了30个数量级。早期的液滴模型因此表明有约280个核子的原子核的裂变势垒会消失，因此自发裂变会立即发生。之后的核壳层模型表明有大约300个核子的原子核将形成一个稳定岛，其中的原子核不易发生自发裂变，而是会发生半衰期更长的α衰变。随后的研究发现预测存在的稳定岛可能比原先预期的更远，还发现长寿命锕系元素和稳定岛之间的原子核发生变形，获得额外的稳定性。对较轻的超重核素以及那些更接近稳定岛的核素的实验发现它们比先前预期的更难发生自发裂变，表明核壳层效应变得重要。
α衰变由发射出去的α粒子记录，在原子核衰变之前就能确定衰变产物。如果α衰变或连续的α衰变产生了已知的原子核，则可以很容易地确定反应的原始产物。因为连续的α衰变都会在同一个地方发生，所以通过确定衰变发生的位置，可以确定衰变彼此相关。已知的原子核可以通过它经历的衰变的特定特征来识别，例如衰变能量（或更具体地说，发射粒子的动能）。然而，自发裂变会产生各种分裂产物，因此无法从其分裂产物确定原始核素。

## 歷史

### 發現前
2004年，位於俄羅斯莫斯科州杜布納的聯合核研究所（JINR）的一個團隊提議進行合成117號元素的實驗。該實驗以鈣（原子序20）粒子束轟擊錇目標體，從而產生核聚變反應。但是，美國橡樹嶺國家實驗室是世界上唯一能夠製成錇的實驗室，其團隊以產量不足為由未能提供這一元素。俄羅斯團隊決定轉而用鈣轟擊鉲目標體，嘗試合成鿫。
實驗需要難以取得的錇元素，有以下的原因。要產生高能離子束，需較輕的同位素。鈣-48由20個質子和28個中子組成，是具有多個過剩中子的最輕的穩定（或近穩定）同位素。下一個具有大量過剩中子的同位素為鋅-70，其質量比鈣高出許多。要與含有20個質子的鈣結合成Ts同位素，就需要含有97個質子的錇。俄羅斯研究人員從地球上自然的鈣中提取少量的鈣-48，以化學方式製成了所需的鈣離子束。
合成的原子核將具有更高的質量，更加靠近所謂的穩定島，即理論預測中穩定性特別高的一組超重原子。然而到了2013年，質量足夠高的原子核還沒有被合成，而已經合成的同位素也比穩定島同位素具有較低的中子數。

### 發現

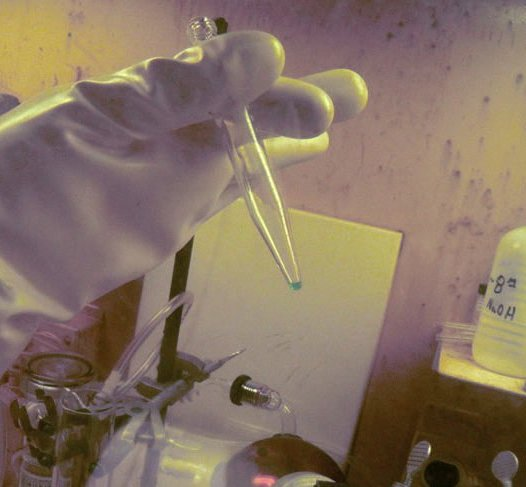
用於合成Ts的錇目標體溶液

Ts同位素的衰變鏈。箭頭旁的數字分別為半衰期和衰變能量。黑色數值為實驗所得，藍色數值則是理論預測值。

美國團隊在2008年重啟了製造錇的計劃，並與俄羅斯團隊建立了合作關係。計劃產生了22微克的錇，足以進行合成實驗。錇樣本經90天冷卻後，再經90天的化學純化過程。這一錇目標體必須及時送往俄羅斯，因為錇-249的半衰期只有330天，即錇的量每330天因衰變而減半。實驗必須在目標體運輸算起的六個月之內進行，否則會因樣本量過小而無法進行。2009年夏，目標體裝載在五個鉛製容器中，搭乘紐約至莫斯科的航班送達俄羅斯。
俄羅斯海關兩次以文件不全為由拒絕了樣本的通關，因此樣本共五次飛越大西洋，一共花費了幾天時間。到達以後，它被送往烏里揚諾夫斯克州季米特洛夫格勒，固定在鈦薄片上，然後運往杜布納，安裝在JINR粒子加速器上。這是世界上用於合成超重元素的最強大的粒子加速器。
實驗在2009年6月展開，直到2010年1月，弗廖洛夫核反應實驗室的科學家在內部宣佈成功探測到原子序為117的新元素的放射性衰變：一個奇數－奇數同位素和一個奇數－偶數同位素的共兩條衰變鏈，前者經6次α衰變後自發裂變，後者經3次α衰變後自發裂變。2010年4月9日，團隊在《物理評論快報》上刊登了該項發現的正式報告。以上的兩條衰變鏈分別屬於294Ts和293Ts同位素，其合成反應分別為：
249
97Bk
 + 48
20Ca
  → 297
117Ts
* → 294
117Ts
  + 3 1
0
n
（1個事件）
249
97Bk
 + 48
20Ca
  → 297
117Ts
* → 293
117Ts
  + 4 1
0
n
（5個事件）
在Ts被合成之前，其所有子同位素都尚未被發現，所以這項結果不能用於向IUPAC/IUPAP聯合工作小組（JWP）申請證實元素的發現。Ts的其中一個衰變產物鏌-289在2011年被直接合成，其衰變性質與合成Ts時所測得的數據相符。不過當JWP在2007至2011年審閱各種鎶後元素的發現時，參與發現Ts的團隊並沒有向JWP提出申請。杜布納團隊在2012又成功重現了實驗，其結果與先前的實驗吻合。團隊其後提交了新元素發現的申請書，JWP正在審閱這一申請。
2014年5月2日，德國達姆施塔特亥姆霍茲重離子研究中心的科學家宣佈成功證實了Ts的發現。他們亦因此發現了新的鐒-266同位素。該同位素是𨧀-270的α衰變產物（在杜布納進行的實驗中，𨧀-270進行的是自發裂變），半衰期為11小時。鐒-266可能就位於穩定島的「岸邊」。

## 命名
根據德米特里·門捷列夫對未發現元素的命名方法，117號元素可稱為「eka-砹」或「dvi-碘」。1979年，國際純粹與應用化學聯合會（IUPAC）發佈了有關新元素命名的建議，根據這一規則117號元素應稱為「Ununseptium」，符號為Uus。在元素被發現並獲得正式永久命名之前，都會先以元素系統命名法命名。但科學家一般稱之為117號元素、(117)或117。根據IUPAC目前的指引，所有新17族元素的正式命名都要以「-ine」結尾。IUPAC於2016年6月8日建議將此元素命名為Tennessine（Ts），源於橡樹嶺國家實驗室、范德堡大學和田納西大學所在的田納西州，此名稱於2016年11月28日正式獲得認可。

### 中文名称

Tennessine的中文命名

2017年1月15日，中華人民共和國全国科学技术名词审定委员会联合国家语言文字工作委员会组织化学、物理学、语言学界专家召开了113号、115号、117号、118号元素中文定名会，將此元素命名為鿬（读音同「田」）。
2017年4月5日，中華民國國家教育研究院的化學名詞審譯委員會審譯修正通過之「化學元素一覽表」將此元素命名為「鿬」，音同「田」。
“鿬”字已於2018年6月5日被正式加入統一碼11.0中，碼位為U+9FEC。

## 預測的性質

### 原子核穩定性及同位素
鈈-244是地殼中質量最高的原始元素。對於鈈以後的元素，隨著原子序的增加，原子核的穩定性迅速下降。所有原子序超過101（鍆）的同位素的半衰期都不超過一天。原子序超過82（鉛）的元素都沒有穩定的同位素，且同位素的穩定性隨著原子序的增大而逐漸降低。不過，原子序110（鐽）至114（鈇）的元素卻具有比預測值更高的穩定性。科學家尚未明白這一現象的原因。這一超重元素穩定性增加的現象被稱為「穩定島」，最早是由格倫·西奧多·西博格所提出的。Ts是所有已合成元素中質量第二高的，其放射性半衰期小於1秒，但這仍然比發現報告中的預測值高。杜布納團隊相信，這一元素的成功合成直接證明了穩定島的存在。
根據計算，295Ts同位素的半衰期為18 ± 7毫秒，而且曾用於合成293Ts和294Ts的錇-鈣反應也可以用來合成295Ts。但是這一反應產生295Ts的機率最多只有產生294Ts的七分之一。利用量子穿隧模型來進行的計算預測，有多個Ts的同位素都能進行半衰期長達40毫秒的α衰變，其中以296Ts最為顯著（此項研究到303Ts為止）。另一項利用液滴模型的研究得出了相似的結果，而且還發現，質量比301Ts高的同位素有穩定性增加的趨勢。到了335Ts，在不考慮β衰變的情況下，其半衰期甚至超過了宇宙的年齡。

### 原子及物理性質

Ts最外層s、p和d電子的原子能級圖

鿬屬於元素週期表中的17族，位於五個鹵素以下（氟、氯、溴、碘和砹）。所有鿬以上的17族元素都具有7個價電子，形成ns2np5價電子排布。對於鿬，這一規律將會持續，價電子排布預計為7s27p5，所以鿬的許多性質都會和鹵素相似。但是鿬和鹵素之間還有不少顯著的差別。其中一個最大的因素是自旋-軌道作用，即電子的運動與自旋之間的相互作用。這一作用在超重元素中特別強，因為它們的電子運動速度比輕元素快得多，速率與光速相當。對於Ts，該作用降低了7s和7p電子能級，這使得這些電子更加穩定。其中兩個7p電子的穩定效應比其他4個電子更強。7s電子的穩定效應稱為惰性電子對效應，而把7p支殼層拆分為較穩定和較不穩定兩個部份的效應則稱為支殼層分裂。對於計算化學家來說，這種分裂相當於第二量子數（角量子數）l從1變為1/2和3/2，分別對應於7p支殼層的較穩定和較不穩定部份。鿬的價電子排布寫法可以表現出這種分裂效應：7s2
7p2
1/27p3
3/2。
鿬的6d電子層也有分裂的現象，形成6d3/2（4個電子）和6d5/2（6個電子）支殼層。這兩個支殼層的能量都有所提升，更為接近7s電子層，但科學家並沒有預測任何涉及6d電子的化學反應。7p1/2和7p3/2層之間的距離異常高，有9.8 eV。砹的6p支殼層分裂只有3.8 eV，而且其6p1/2化學反應已經非常有限。這些原因都導致鿬的化學性質與位於其上的同族元素不同。
鿬的第一電離能，即從原子移除一顆電子所需的能量，預測為7.7 eV。這比上面的鹵素低，延續了週期表的趨勢。它的電子親和能將會是17族中最低的，預測值為2.6或1.8 eV，這同樣符合規律。當鿬處於類氫原子狀態時（即只含有一顆電子），其電子的運動速度極快，相對論效應使它的質量增加至靜止電子的1.9倍。砹的這一數值為1.27，而碘則是1.08。根據相對論定律簡單地推算，可間接得出原子半徑的收縮。不過，更詳細的計算卻顯示，形成了一個共價鍵的鿬原子的半徑為165 pm，而砹則是147 pm。當移除了7顆外層電子後，鿬才比砹更小：鿬半徑變為57 pm，砹則是61 pm。
鿬的熔點和沸點尚未有確切的預測值。早期論文估計，熔點為350至500 °C，沸點在550 °C；另有估計熔點為350至550 °C，沸點為610 °C。這些數值都比砹高，這與週期表趨勢相符。之後的一篇論文則預計鿬的沸點為345 °C（砹的沸點估值有309 °C、337 °C和370 °C，但實驗值有230 °C和411 °C）。密度預計在7.1和7.3 g·cm−3之間。

### 化學性質
17族中位於鿬以上的元素通常會接受一顆電子，以達致穩定的惰性氣體電子排布。這種排布中，價電子殼層含有8個電子，形成具有最低能量的八隅體構造。該族元素形成八隅體的能力隨著原子序的增加而降低，因此鿬將會是17族中最不易接受一個電子的元素。在Ts預測能夠形成的氧化態中，−1態是最不常見的。
兩個鿬原子預計會形成Ts–Ts鍵，與鹵素一樣形成雙原子分子。根據計算，At2分子中的σ鍵具有很強的反鍵性質；而Ts預計會持續這一趨勢，Ts2分子會有較強的π鍵性質。TsCl分子會以單個π鍵鍵合。
除了不穩定的−1態之外，預測鿬還能夠形成+5、+3和+1態。其中+1態應該是最為穩定的，因為最外層7p3/2電子的去穩定作用使它形成穩定的半滿支殼層排布；砹有著類似的特性。+3態同樣因7p3/2電子的去穩定作用而十分重要。根據預測，+5態將非常罕見，因為7p1/2電子具有（反向）穩定作用。計算並沒有得出+7態的存在。而且由於7s電子的穩定性很強，所以有科學家認為Ts的價電子核心可能只有5個電子。
最簡單的鿬化合物是它的氫化物TsH。這一化合鍵是由鿬的7p3/2電子和氫的1s電子所形成的。TsH會延續鹵素氫化物的趨勢，與砹化氢（HAt）相比，其鍵長更長，離解能也更高。然而在自旋-軌道作用下，TsF分子的離解能也有所提高。這是因為這一鍵合降低了Ts的電負性，使它與電負性極高的氟所形成的鍵更似一個離子鍵。TsF很可能是17族元素的一氟化物中鍵合最強的一個。
價層電子對互斥理論預測，17族的三氟化物都會具有T形分子結構。所有已知的鹵素的三氟化物都有這種分子結構：AX
3E
2，即三個配位體（X）和兩個孤電子對（E）圍繞著一個中心原子（A）。如果不考慮相對論效應，TsF
3應該會和較輕同系物一樣具有彎曲T形分子結構。不過，鿬的7s殼層電子應該不會參與任何化學反應，所以價層電子對互斥理論所預測的是一種三方金字塔形分子結構（AX
3E
1）。更加細緻複雜的理論則顯示，這一分子結構並不是TsF
3的最佳能量狀態。這些理論所預測的是三方平面分子結構（AX
3E
0）。價層電子對互斥理論有可能無法準確預測超重元素的化合物分子結構。另外，自旋-軌道作用大大加強了TsF
3分子的穩定性。這可能是因為，鿬和氟之間電負性的巨大差異造成分子呈現一些離子的性質。

## 備註
1. ↑  17族指週期表的第17欄，即以氟為首的一整列。17族與鹵素並不相同：鹵素只包括17族中的氟、氯、溴、碘和砹。
2. ↑  在核物理学中，原子序高的元素可称为重元素，如82号元素铅。超重元素通常指原子序大于103（也有大于100[11]或112[12]的定义）的元素。有定义认为超重元素等同于锕系后元素，因此认为还未发现的超锕系元素不是超重元素。[13]
3. ↑  2009年，由尤里·奥加涅相引领的团队发表了他们尝试通过对称的136Xe + 136Xe反应合成𬭶的结果。他们未能在这个反应中观察到单个原子，因此设置截面，即发生核反应的概率的上限为2.5 pb。[14]作为比较，发现𬭶的反应208Pb + 58Fe的截面为19+19
-11 pb。[15]
4. ↑  施加到粒子束以加速它的能量也会影响截面。举个例子，在28
14Si
 + 1
0n
 → 28
13Al
 + 1
1p
反应中，截面会从12.3 MeV的370 mb变化成18.3 MeV的160 mb，最高值是13.5 MeV的380 mb。[19]
5. ↑  这个值也是普遍接受的复合原子核寿命上限。[23]
6. ↑  分离基于产生的原子核会比未反应的粒子束更慢地通过目标这一点。分离器中包含电场和磁场，它们对运动粒子的影响会因粒子的特定速度而被抵消。[25]飞行时间质谱法和反冲能量的测量也有助于分离，两者结合可以估计原子核的质量。[26]
7. ↑  不是所有放射性衰变都是因为静电排斥力导致的，β衰变便是弱核力导致的。[33]
8. ↑  早在1960年代，人们就已经知道原子核的基态在能量和形状上的不同，也知道核子数为幻数时，原子核就会更稳定。然而，当时人们假设超重元素的原子核因为过于畸形，无法形成核子结构。[37]
9. ↑  超重元素的原子核的质量通常无法直接测量，所以是根据另一个原子核的质量间接计算得出的。[42]2018年，劳伦斯伯克利国家实验室首次直接测量了超重原子核的质量，[43]它的质量是根据转移后原子核的位置确定的（位置有助于确定其轨迹，这与原子核的质荷比有关，因为转移是在有磁铁的情况下完成的）。[44]
10. ↑  如果在真空中发生衰变，那么由于孤立系统在衰变前后的总动量必须保持守恒，衰变产物也将获得很小的速度。这两个速度的比值以及相应的动能比值与两个质量的比值成反比。衰变能量等于α粒子和衰变产物的已知动能之和。[34]这些计算也适用于实验，但不同之处在于原子核在衰变后不会移动，因为它与探测器相连。
11. ↑  自发裂变由苏联科学家格奥尔基·弗廖罗夫发现，[45]而他也是杜布纳联合原子核研究所的科学家，所以自发裂变就成了杜布纳联合原子核研究所经常讨论的课题。[46]劳伦斯伯克利国家实验室的科学家认为自发裂变的信息不足以声称合成元素，他们认为对自发裂变的研究还不够充分，无法将其用于识别新元素，因为很难确定复合原子核是不是仅喷射中子，而不是质子或α粒子等带电粒子。[23]因此，他们更喜欢通过连续的α衰变将新的同位素与已知的同位素联系起来。[45]
12. ↑  举个例子，1957年，瑞典斯德哥尔摩省斯德哥尔摩的诺贝尔物理研究所错误鉴定102号元素。[47]早先没有关于该元素发现的明确声明，所以瑞典、美国、英国发现者将其命名为nobelium。后来证明该鉴定是错误的。[48]次年，劳伦斯伯克利国家实验室无法重现瑞典的结果。他们宣布合成了该元素，但后来也被驳回。[48]杜布纳联合原子核研究所坚持认为他们第一个发现该元素，并建议把新元素命名为joliotium，[49]而这个名称也没有被接受（他们后来认为102号元素的命名是仓促的）。[50]由于nobelium这个名称在三十年间已被广泛使用，因此没有更名。[51]
13. ↑  這一量子數所表示的是電子殼層中的字母：0就是s，1就是p，2就是d，如此類推。

## 外部連結
- 元素鿬在洛斯阿拉莫斯国家实验室的介紹（英文）
- —— 鿬（英文）
- 元素鿬在The Periodic Table of Videos（諾丁漢大學）的介紹（英文）
- 元素鿬在Peter van der Krogt elements site的介紹（英文）
- WebElements.com – 鿬（英文）